# Wasserturm Ohlsdorfer Friedhof
| Wasserturm auf dem Ohlsdorfer Friedhof | Wasserturm auf dem Ohlsdorfer Friedhof                       |
| Daten                                  | Daten                                                        |
| -------------------------------------- | ------------------------------------------------------------ |
| Baujahr:                               | 1898                                                         |
| Turmhöhe:                              | 34 m                                                         |
| Nutzhöhe:                              | 18 m                                                         |
| Behälterart:                           | unten:zylindrischer Behälter oben:zylindrischer Ringbehälter |
| Volumen des Hochdruckbehälters:        | 12 m³                                                        |
| Volumen des Niederdruckbehälters:      | 100 m³                                                       |
| Stilllegung:                           | 1920er Jahre                                                 |
| Ursprüngliche Nutzung:                 | Wasserversorgung des Friedhofs                               |
| Heutige Nutzung:                       | Vereinsraum, zeitweilig Aussichtsturm                        |

Der Wasserturm auf dem Ohlsdorfer Friedhof steht an der Cordes-Allee auf einem hoch gelegenen Teil des Friedhofsgeländes. Mit seiner historisierenden Bauform wirkt er eher wie ein Sakralbau oder ein Teil einer Burganlage. Der Turm bildet für die Friedhofsbesucher einen Orientierungspunkt an der Hauptachse des älteren Friedhofsbereichs und steht als Teil des Friedhofsensembles unter Denkmalschutz.

## Bauwerk
Wilhelm Cordes – Bauleiter des Friedhofs und späterer Direktor – entwarf den Wasserturm, der 1898 gebaut wurde. Damals stand er an der östlichen Friedhofsgrenze (später wurde der Friedhof nach Osten erweitert).

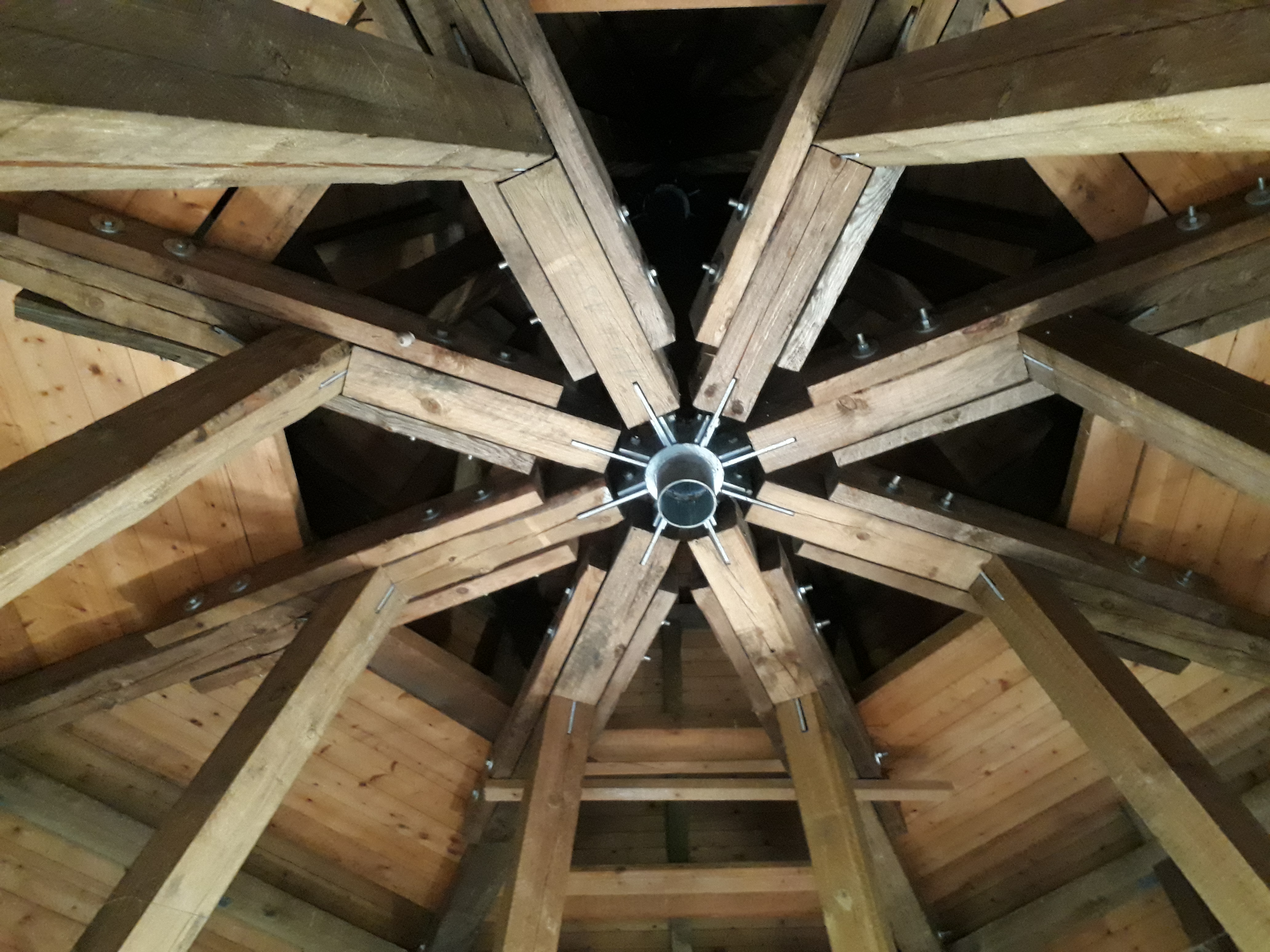
Dachkonstruktion im Turmkopf

Der 34 m hohe Turm enthielt zwei Wasserbehälter: einen 100 m³ fassenden Niederdruckbehälter im unteren und einen Hochdruckbehälter im oberen Teil des Turms. Der Hochdruckbehälter fasste nur 12 m³ Wasser und lag 18 m über dem Gelände.
Im seitlich angebauten Treppenturm führt eine steinerne Wendeltreppe bis zur mittleren Turmebene oberhalb des Niedrigdruckbehälters. Nach oben schloss sich ursprünglich eine eiserne Wendeltreppe an, die im Zentrum des Turms durch den oberen Behälter hindurch bis zur Aussichtsplattform führte.

## Ursprüngliche Nutzung
Der Turm diente ursprünglich der Wasserversorgung des Friedhofgeländes, insbesondere der Deckung des gärtnerischen Bedarfs. Es gab vier weitere Wasserspeicher auf dem Friedhofsgelände, von denen einer heute noch am Nordring steht.
Der 1877 eröffnete Parkfriedhof Ohlsdorf hatte von Anfang an eine durchgeplante eigene Infrastruktur. Dazu gehörte auch eine 1879 eingerichtete eigene Wasserversorgung mit zwei Pumpwerken. Das Wasser stammte zum Teil aus friedhofseigenen Brunnen, zum Teil aus dem Nordteich. Der Wasserbedarf nahm jedoch zu, und die Brunnen waren nach einigen Jahrzehnten nicht mehr so ergiebig. Daher wurde der Friedhof 1919 an das städtische Wasserversorgsnetz angeschlossen. Zusätzlich betrieb man zunächst weiterhin die eigene Wassergewinnung, bis man schließlich in den 1920er Jahren wegen der zunehmenden Mängel der Anlage darauf verzichtete.

## Verfall und Sanierung
Im Zweiten Weltkrieg hat man den großen Wasserbehälter zu einem Luftschutzraum umgebaut. 1941 erwiesen sich die Dachbalken als morsch, woraufhin der Kopf abgerissen und durch ein provisorisches Dach ersetzt wurde. Der Zustand des Baus verschlechterte sich in den folgenden Jahrzehnten weiter. Bei einer Begutachtung im Jahr 1980 fand man einen völlig verrosteten Wasserbehälter vor. Das Mauerwerk im oberen Schaftbereich war in sehr schlechtem Zustand.
1989 begann eine umfangreiche Sanierung durch die Beschäftigungsgesellschaft „Arbeit und Lernen GmbH“, die 1992 abgeschlossen wurde. Der Turmkopf wurde originalgetreu wiederhergestellt, nachdem man den Wasserbehälter entfernt hatte. Die alte eiserne Wendeltreppe wurde durch eine neue Stahltreppe ersetzt.
Laut einer Plakette am Eingang wurde der Turm im Jahr 2017 erneut restauriert.

## Weitere Nutzung
Seit 2003 nutzt der Verein „Garten der Frauen e.V“ den ehemaligen Wasserturm. Im Sommerhalbjahr ist der Turm an Sonntagnachmittagen öffentlich zugänglich.